# Кричев
Кричев (на беларуски: Крычаў; на руски: Кричев) е град в Беларус, административен център на Кричевски район, Могильовска област. Населението на града е 26 007 души (по приблизителна оценка от 1 януари 2018 г.).

## История
За пръв път селището е споменато през 1136 година.